# Калашников, Алексей Максимович
Алексей Максимович Калашников (17 октября 1914 — 11 июня 2006) — советский хозяйственный, государственный и политический деятель. Почётный член Российской академии архитектуры и строительных наук.

## Биография
Родился 17 октября 1914 года в деревне Осиновка Саратовской губернии (ныне — Романовского района Саратовской области).
Член ВКП(б) с 1939 года. С 1938 года — на хозяйственной, общественной и политической работе. В 1938—1985 годах — на строительстве оборонных объектов в Киевском особом военном округе, занимался организацией строительства оборонительных сооружений в Москве, руководил восстановлением разрушенных бомбардировками промышленных объектов и жилых домов в Москве и Московской области, участник Великой Отечественной войны, в московских строительных организациях. Основатель и руководитель комплексной проектно-строительной организации.  С 1964 по 1971 годы — секретарь МГК КПСС. С 20 мая 1971 по 26 марта 1985 года — заместитель Председателя Совета Министров РСФСР.
С марта 1985 года — персональный пенсионер союзного значения, г. Москва. Избирался депутатом Верховного Совета СССР 9-го и 10-го созыва, Верховного совета РСФСР 6-го, 7-го, 8-го, 11-го созывов.
Скончался 11 июня 2006 года в городе Москве. Похоронен на Троекуровском кладбище.